# Râul Vraniu
Râul Vraniu este un curs de apă, afluent al râului Ciclova. 

## Hărți
- Harta județului Caraș-Severin